# Penjat baixista
Un Penjat baixista (en anglès: Bearish hanging man) és un gràfic d'espelmes formada per una única espelma que indica un possible final de tendència alcista; rep aquesta denominació perquè la seva similitud a un penjat, per bé que és equivalent en estructura al martell. És similar a la libèl·lula baixista però en el cas del penjat aquest té cos, mentre la libèl·lua no; és un avís que la tendència alcista s'està esgotant i els bears ataquen amb força, però no un senyal de canvi per si sol.

## Criteri de reconeixement
1. . Apareix al capdamunt, o molt a prop del capdamunt, d'una tendència alcista
2. . Té un cos petit, i aquest està situat per damunt de la tendència alcista prèvia. El color del cos no és rellevant.
3. . L'ombra de l'espelma martell ha de ser, com a mínim, el doble que el cos de l'espelma.
4. . No hi ha (o és ínfima) ombra superior.

## Explicació
El penjat baixista és una espelma de canvi de tendència perquè assenyala la resistència superior del mercat. La tendència prèvia alcista ha continuat, però els bears han aparegut amb força, essent capaços de crear la llarga ombra inferior, i malgrat que al final els bulls han aconseguit tancar la sessió amb un nou màxim, la forta presència dels bears després del rally alcista s'ha fet evident, mostra que els bears estan començant a atacar amb força i que la tendència alcista està arribant, o està a punt d'arribar, a la seva fi.

## Factors importants
Idealment, el punt determinant és que l'ombra inferior sigui el doble, o el triple, del cos, que és l'evidència de la força dels bears; en el món real però, aquesta condició pot no donar-se. La libèl·lula baixista és un senyal baixista més potent que no pas el penjat, per bé que si el cos del penjat és negre és una mostra més de la força baixista que tenen els bears, doncs els bulls no han pogut recuperar el terreny perdut. Tot i així la confiança d'aquest patró és baixa i és imprescindible acompanyar el senyal amb altres confirmacions dels indicadors tècnics, d'espelmes -una llarga espelma l'endemà-, o de gràfics, com ara un trencament de línia de tendència, un gap baixista o un tancament inferior l'endemà.